# Tellina modesta
Tellina modesta  — вид морських двостулкових молюсків ряду Венероїдні (Veneroida). Вид зустрічається на сході Тихого океану від Каліфорнії до Перу. Мешкає у піску та мулі, висовуючи назовні лише сифон. Тіло завдовжки до 1,2 см. Скам'янілі рештки виду відомі починаючи з пліоцену (5,3 млн років).